# Philoglossa
Philoglossa es un género de plantas con flores perteneciente a la familia Asteraceae. Comprende 5 especies descritas y de estas, solo 2  aceptadas. Es originario de Sudamérica.

## Taxonomía
El género fue descrito por Augustin Pyrame de Candolle y publicado en  Prodromus Systematis Naturalis Regni Vegetabilis 5: 567. 1836.	La especie tipo es: Philoglossa peruviana DC.	

## Especies aceptadas
A continuación se brinda un listado de las especies del género Philoglossa aceptadas hasta julio de 2012, ordenadas alfabéticamente. Para cada una se indica el nombre binomial seguido del autor, abreviado según las convenciones y usos.
- Philoglossa mimuloides (Hieron.) H.Rob. & Cuatrec.
- Philoglossa peruviana DC.